# Vernes Richárd
Vernes Richárd (Budapest, 1992. február 24. –) magyar labdarúgó.

## Pályafutása

### Klubcsapatokban
A Ferencváros ifjúsági csapatában kezdődött a pályafutása, majd 2007-ben a rivális Honvédhoz igazolt. Tizenhét évesen mutatkozott be a felnőtt csapatban egy ligakupa-mérkőzésen. 2010 és 2016 között gyakran a Honvéd II-ben játszott (53 mérkőzésen 14 gól), de a 2012–13-as idénytől kezdve egyre többször az első csapatban számítottak rá (79 mérkőzésen 12 gól).
2014–15-ös szezonban kölcsönbe került az ausztrál Central Coast Mariners csapatához, ahol a nyolc mérkőzésen egy gólt szerzett. 2016. augusztus 31-én kölcsönbe került a Pakshoz, ahol 22 mérkőzésen lépett pályára  egyszer volt eredményes. A 2017–18-as idényben a Zalaegerszeghez szerződött, kiválóan teljesített: 33 bajnoki mérkőzésen 14 gólt ért el.
2018-ban a Diósgyőrhöz igazolt, ahol 28 mérkőzésen 7 góllal zárta a bajnokságot, köztük egy mesterhármassal a korábbi csapata, a Honvéd ellen. A következő szezonban felváltva játszott az izraeli élvonalban, a Hapóel Kfar Szaba FC-ben Hapoel Kfar Sabában, illetve visszatért a hazájába, a Vasashoz. Másfél szezon után, 2021 nyarán kölcsönbe került Győri ETO-hoz.
Miután a Vasassal felbontotta a szerződését, szabadon igazolhatóvá vált. Csapat nélküli időszak után 2023-ban a BVSC-Zugló együtteshez került. 31 évesen megszerezte pályafutása első trófeáját, megnyerte csapatával az NB III-as bajnokságot, és feljutottak az NB II-be. A kék-sárgáknál összesen 26 bajnoki mérkőzésen 4 gólt szerzett. 2024-ben nyolc év után visszatért a Honvédhoz.

### A válogatottban
2009-től egy évig tagja volt az U18-as válogatottnak, ahol két mérkőzésen játszott. 2011-ben egy mérkőzésen szerepelt az U19-es csapatban, majd az U20-as együttesben kétszer kapott lehetőséget,   egy gólt szerzett. 2012 és 2014 között az U21-es válogatottban 6 nemzetközi találkozón vett részt és 1 gólt szerzett.